# Derrick Point
Der Derrick Point (von englisch derrick ‚Ladebaum‘) ist eine Landspitze an der Westküste der antarktischen Ross-Insel. Am Kap Royds liegt sie zwischen der Backdoor Bay und der Arrival Bay.
An dieser Landspitze benutzten Teilnehmer der Nimrod-Expedition (1907–1909) unter der Leitung des britischen Polarforschers Ernest Shackleton einen Ladebaum für die Anlandung von Proviant und Ausrüstungsgegenständen.